# Анна Іллеш
Анна Іллеш (угор. Anna Illés, 21 лютого 1994) — угорська ватерполістка.
Призерка Олімпійських Ігор 2020 року, учасниця 2016 року.
Призерка Чемпіонату світу з водних видів спорту 2013 року.